# 아이콘택트
《아이콘택트》는 채널A에서 방영했던 텔레비전 프로그램이다.

## 방송 개요
특별한 사연을 가진 이들이 '눈맞춤'이라는 첫경험을 통해 진심을 전하는 '침묵' 예능.

## 방송 일정
| 방송 채널 | 방송 기간                         | 방송 시간                           | 비고 |
| --------- | --------------------------------- | ----------------------------------- | ---- |
| 채널A     | 2019년 8월 5일 ~ 2020년 7월 20일  | 매주 월요일 밤 9시 50분 ~ 11시 20분 |      |
| 채널A     | 2020년 7월 29일 ~ 2021년 1월 27일 | 매주 수요일 밤 9시 50분 ~ 11시 30분 |      |

## 출연진
- 강호동 - MC
- 이상민 - MC
- 하하 - MC

### 스페셜 MC
- 홍현희 - 2~3회
- 노사연 - 4~5회
- 써니 - 7~8회
- 붐 - 10~12회
- 백지영 - 37회
- 전진 - 55회
- 함소원 - 56~57회
- 박준금 - 58회
- 팽현숙 - 64회
- 박준영 - 66~67회
- 김수미 - 68회
- 장도연 - 69, 71회
- 김원희 - 70, 72, 73회

### 이전 출연자
- 신동 - 이전 MC

## 에피소드 목록

### 2019년 (1~12회)
| 회차 | 방송일    | 주제                                | 출연진         | 출연진          | 스페셜 MC | 비고 |
| ---- | --------- | ----------------------------------- | -------------- | --------------- | --------- | ---- |
| 1    | 8월 5일   | 결혼 일주일 앞둔 딸과 아빠          |                |                 | 신동      |      |
| 1    | 8월 5일   | 씨름 꿈나무들과 롤모델 이만기       | 곽승현, 정선우 | 이만기          | 신동      |      |
| 1    | 8월 5일   | 산내림 받은 남편과 임신한 아내      |                |                 | 신동      |      |
| 2    | 8월 12일  | 7세 아들이 집을 나간 이유는?        |                |                 | 노사연    |      |
| 2    | 8월 12일  | 하와수의 12년 우정                  | 박명수         | 정준하          | 노사연    |      |
| 2    | 8월 12일  | 산내림 받은 남편과 임신한 아내      |                |                 | 노사연    |      |
| 3    | 8월 19일  | 앵무새와 앵무새 아빠와의 눈맞춤     |                |                 | 홍현희    |      |
| 3    | 8월 19일  | 김수용의 안티팬 딸                  | 김수용         | 김수용 딸       | 홍현희    |      |
| 3    | 8월 19일  | 다시 태어나도 8남매의 장남이고 싶니 |                |                 | 홍현희    |      |
| 4    | 8월 26일  | 뱀을 키우고 싶은 아들               |                |                 | 홍현희    |      |
| 4    | 8월 26일  | 전신마비 형을 간병한 동생           |                |                 | 홍현희    |      |
| 4    | 8월 26일  | 축구좀 그만봐                       | 오하영         | 오하영 매니저   | 홍현희    |      |
| 5    | 9월 2일   | 6살 딸의 딸바보 아빠                |                |                 | 홍현희    |      |
| 5    | 9월 2일   | 20년만에 다시 만난 친구             | 이상민         | 바비킴          | 홍현희    |      |
| 5    | 9월 2일   | 축구선수 아내로서 은퇴              | 김병지         | 김병지 아내     | 홍현희    |      |
| 6    | 9월 9일   | 방탄주부단의 독재자 리더            |                |                 | 하하      |      |
| 6    | 9월 9일   | 5남매 싱글대디 & 3남매 싱글대디     |                |                 | 하하      |      |
| 6    | 9월 9일   | 다시 만난 김태원과 박완규           | 김태원         | 박완규          | 하하      |      |
| 7    | 9월 16일  | 동양과 서양의 눈맞춤                | 알베르토 몬디  | 장위안          | 써니      |      |
| 7    | 9월 16일  | 수녀님과 스님의 우정                |                |                 | 써니      |      |
| 7    | 9월 16일  | 외톨이 챔피언 아빠                  |                |                 | 써니      |      |
| 8    | 9월 23일  | 신동이 롤모델인 어린이              | 김진호         | 신동            | 써니      |      |
| 8    | 9월 23일  | 예전의 친구로 돌아와 주세요         | 황석정, 홍창진 | 요한 보스코     | 써니      |      |
| 8    | 9월 23일  | 멸치 캐릭터 개그 표절               | 김두영         | 한민관          | 써니      |      |
| 9    | 9월 30일  | 지상렬의 손녀 짝사랑                | 지상렬         | 지상렬 조카손녀 | 하하      |      |
| 9    | 9월 30일  | 입양 딸이 엄마에게 묻고 싶은 말     |                |                 | 하하      |      |
| 9    | 9월 30일  | 아내에게 속죄하고 싶은 할아버지     |                |                 | 하하      |      |
| 10   | 10월 7일  | 세계 최고 댄서부부 제이블랙 & 마리  | 제이블랙       | 마리            | 붐        |      |
| 10   | 10월 7일  | 엄마를 떠나보낸 딸과의 눈맞춤       | 김민우         | 김민우 딸       | 붐        |      |
| 10   | 10월 7일  | 돼지 해피와 돼지 아빠               |                |                 | 붐        |      |
| 11   | 10월 14일 | 14년 우정의 나르샤 & 미료           | 나르샤         | 미료            | 붐        |      |
| 11   | 10월 14일 | 네쌍둥이 할머니의 육아 은퇴         |                |                 | 붐        |      |
| 11   | 10월 14일 | 16살 어린 동생의 중2병              |                |                 | 붐        |      |
| 12   | 10월 21일 | 20년 동안 서먹한 박경례와 아들      | 박경례         | 박경례 아들     | 붐        |      |
| 12   | 10월 21일 | 청각 장애인 발레리나와 남편         | 고아라         | 고아라 남편     | 붐        |      |
| 12   | 10월 21일 | 다시 만난 스님과 수녀님             | 김현남         | 연덕 스님       | 붐        |      |

### 2019년 (13~20회)
| 회차 | 방송일    | 주제                               | 출연진         | 출연진                 | 관계        | 비고               |
| ---- | --------- | ---------------------------------- | -------------- | ---------------------- | ----------- | ------------------ |
| 13   | 11월 11일 | 소정이의 행복하지 못한 생일        | 소정           | 애슐리, 주니           | 언니와 동생 | 레이디스 코드 멤버 |
| 14   | 11월 18일 | 엄마에게 말하지 못한 비밀          | 김태현         | 김태현 엄마            | 모자        |                    |
| 14   | 11월 18일 | 아들을 떠나보내지 못하는 엄마      | 박초희         | 김태양                 | 부부        | 故 김민식          |
| 15   | 11월 25일 | 30년 우정을 뒤흔든 삼각스캔들      | 이동우         | 김경식 / 장영민        | 친구        | 틴틴파이브 前 멤버 |
| 15   | 11월 25일 | 암환자 딸을 데려가려는 의사 엄마   | 김은영         | 김의                   | 모녀        |                    |
| 16   | 12월 2일  | 20년간 사람들 시선을 의식한 부자   | 최홍만         | 최홍만 아버지          | 부자        |                    |
| 16   | 12월 2일  | 말기암 아들의 간절한 소원          | 심영석         | 심영석 아버지, 어머니  | 부모        |                    |
| 17   | 12월 9일  | 짬뽕중독 아빠 vs 거부하는 아이들   | 이영모, 이은하 | 이다인, 이예인, 이지우 | 가족        | 짬뽕집 가족        |
| 17   | 12월 9일  | 성인 배우 백세리의 잠적과 은퇴     | 이채담         | 백세리                 | 언니와 동생 | 에로 배우          |
| 18   | 12월 16일 | 가파도 해녀 vs 한량 끝판왕         | 가파도의 왕    | 어부 아내              | 부부        |                    |
| 18   | 12월 16일 | 막노동 포토그래퍼와 아버지         | 황태석         | 황태석 아버지          | 부자        |                    |
| 19   | 12월 23일 | 같은 아픔의 김철민 & 옹알스 조수원 | 김철민         | 조수원                 | 형과 동생   | 크리스마스 특집    |
| 19   | 12월 23일 | 탈북 여고생 & 외국인 영어 선생님   | 케이시 라티그  | 광옥                   | 스승        | 크리스마스 특집    |
| 20   | 12월 30일 | 창민아! 명리학을 그만둬라          | 최제우         | 김승현                 | 친구        | 연말특집           |
| 20   | 12월 30일 | 수능만점자와 꼴찌(?)의 눈맞춤      | 송영준         | 김민지                 | 오빠와 동생 | 연말특집           |

### 2020년
질병관리청에서 코로나19 방역지침에 의거하여 발열 체크, 마스크 착용, 손 소독제 사용, 출입자 명부 비치 등 방역수칙을 준수합니다.
| 회차 | 방송일    | 주제                                                                                            | 출연진                   | 출연진                  | 관계            | 비고                              |
| ---- | --------- | ----------------------------------------------------------------------------------------------- | ------------------------ | ----------------------- | --------------- | --------------------------------- |
| 21   | 1월 6일   | 괴짜 대표와 직원들의 갑을 전쟁                                                                  |                          |                         |                 |                                   |
| 21   | 1월 6일   | 희귀병 수술 먼저? vs 시험 먼저?                                                                 |                          |                         |                 |                                   |
| 22   | 1월 13일  | 고기 무한 사랑 vs 채식 끝판왕 비건                                                              |                          |                         |                 |                                   |
| 22   | 1월 13일  | 훌라후프맨 vs 훌라후프 극혐 아내                                                                |                          |                         |                 |                                   |
| 23   | 1월 20일  | 자린고비 끝판왕과 결판내려는 아내                                                               | 최성순                   | 황철근                  | 부부            |                                   |
| 23   | 1월 20일  | 보육원 출신 연극배우의 초등학교 선생님                                                          | 박도령                   | 이영숙                  | 스승            | [ 6 ]                             |
| 24   | 1월 27일  | 러시아 며느리와 한국 시어머니의 분가 전쟁                                                       | 샤샤                     | 조영희                  | 분가            | 러시아 며느리와 한국 시어머니 1탄 |
| 24   | 1월 27일  | 길을 사위로 인정하지 못하는 장모님                                                              | 길 (사위)                | 배우자 장모             | 가족            |                                   |
| 25   | 2월 3일   | 이혼 위기의 24세 동갑 내기 부부                                                                 | 24세 남편                | 24세 아내               | 부부            | 동갑내기                          |
| 25   | 2월 3일   | 러시아 며느리와 한국 시어머니의 분가 전쟁                                                       | 샤샤                     | 조영희                  | 분가            | 러시아 며느리와 한국 시어머니 2탄 |
| 26   | 2월 10일  | 선비 남편 vs 조선라이프가 힘든 아내                                                             | 김일영                   | 김은희                  | 부부            |                                   |
| 26   | 2월 10일  | 국내 최초 장기 기증인 가족과 이식인의 만남                                                      | 이선경                   | 킴벌리                  |                 | 故 김유나 (뇌사 장기기증)         |
| 27   | 2월 17일  | 신내림을 받은 8남매 엄마                                                                        | 8남매 부모               | 8남매 자녀              |                 | 거제도 8남매                      |
| 27   | 2월 17일  | 선비 남편 vs 조선라이프가 힘든 아내                                                             | 김일영                   | 김은희                  | 부부            |                                   |
| 28   | 2월 24일  | 꼰대 팀장 박기량 vs 군기 빠진 팀원들                                                            | 박기량                   | 치어리더 팀원           |                 | 치어리더                          |
| 28   | 2월 24일  | 선무도 단독공연을 위한 라이벌 대결                                                              | 서정현                   | 잉그리드                | 선후배          | 골굴사 선무도                     |
| 29   | 3월 2일   | 선무도 단독공연을 위한 라이벌 대결                                                              | 서정현                   | 잉그리드                | 선후배          | 골굴사 선무도                     |
| 29   | 3월 2일   | 전유성의 몰타 유학을 막으려는 이연복                                                            | 이연복                   | 전유성                  | 형과 동생       | [ 10 ]                            |
| 30   | 3월 9일   | 2년만에 만난 세바퀴 가족들                                                                      | 박미선, 선우용녀, 조혜련 | 이경실                  | 언니와 동생     | 개그우먼 출신 (세바퀴)            |
| 31   | 3월 16일  | 7년만에 여동생을 만난 난민 복서 이흑산                                                          | 이흑산                   | 오미                    | 남매            | [ 12 ]                            |
| 31   | 3월 16일  | 김완선 짝사랑... 3개월 vs 30년                                                                  | 브루노 브루니 주니어     | 김정남                  | 형과 동생, 누나 |                                   |
| 32   | 3월 23일  | 김완선 짝사랑... 3개월 vs 30년                                                                  | 브루노 브루니 주니어     | 김정남                  | 형과 동생, 누나 |                                   |
| 32   | 3월 23일  | 나름에게 먹방을 배우고 싶어요                                                                   | 정다래                   | 김나름                  | 언니와 동생     | 먹방 유튜버                       |
| 33   | 3월 30일  | 실종된 아들만큼 관심 받고 싶은 딸                                                               | 박정문                   | 박지연                  | 부녀            | 상봉                              |
| 33   | 3월 30일  | 가수 진성의 50년만의 눈맞춤 (33회, 공개전) 가수 진성과 고향 동생의 50년만의 만남 (34회, 공개후) | 진성                     | 진현                    | 형과 동생       |                                   |
| 34   | 4월 6일   | 가수 진성의 50년만의 눈맞춤 (33회, 공개전) 가수 진성과 고향 동생의 50년만의 만남 (34회, 공개후) | 진성                     | 진현                    | 형과 동생       |                                   |
| 34   | 4월 6일   | 계급장 떼고 친구처럼 지내자                                                                     | 이상호, 강주희 (첫째들)  | 이상민, 강승희 (동생들) |                 | 일란성 쌍둥이                     |
| 35   | 4월 13일  | 제 마음 속 아버지가 되어주세요!                                                                 | 노주현                   | 노형욱                  |                 | 똑바로 살아라 노주현네 역할 배우  |
| 35   | 4월 13일  | 아빠 대신 삼촌이라 부르는 칠레인 딸                                                             | 재혼한 아빠(삼촌?)       | 발렌티나, 소피나        | 부녀            | 우도                              |
| 36   | 4월 20일  | 아빠 대신 삼촌이라 부르는 칠레인 딸                                                             | 재혼한 아빠(삼촌?)       | 발렌티나, 소피나        | 부녀            | 우도                              |
| 36   | 4월 20일  | 고기를 버리고 음악으로 돌아오세요!                                                              | 돈 스파이크              | 정순호                  |                 |                                   |
| 37   | 4월 27일  | 친정엄마에게 용서받고 싶어요                                                                    | 함소원                   | 이효재                  | 모녀            |                                   |
| 38   | 5월 4일   | 생명의 은인에게 전하고 싶은 고마움                                                              |                          |                         |                 |                                   |
| 38   | 5월 4일   | 군입대 48시간 전 팔씨름 챔피언 vs 2인자                                                         |                          |                         |                 |                                   |
| 39   | 5월 11일  | 가장 가까운 사이에서 가장 먼 사이가 된 두사람                                                   | 디액션                   | 슬리피                  |                 | 언터쳐블                          |
| 39   | 5월 11일  | 무관심한 아빠 홍석천 & 관심이 필요한 딸                                                         | 홍석천                   | 홍주은                  | 부녀            |                                   |
| 40   | 5월 18일  |                                                                                                 | 홍석천                   | 홍주은                  | 부녀            |                                   |
| 40   | 5월 18일  | 코로나19 함께 장사하며 이겨내자!                                                                | 석정숙                   | 김수영                  | 친구            | 강릉 월화풍물시장 먹자골목        |
| 41   | 5월 25일  | 트로트 가수 데뷔 허락해줘!                                                                      |                          |                         |                 |                                   |
| 41   | 5월 25일  | 소별아! 나의 친구가 되어줄래?                                                                   | 윤석화                   | 이소별                  | [ 18 ]          |                                   |
| 42   | 6월 1일   | 우리는 자살 유가족입니다                                                                        |                          |                         |                 |                                   |
| 42   | 6월 1일   | 이주빈&김명준 사라진 멜로?                                                                      | 이주빈                   | 김명준                  |                 | 멜로가 체질 역할 배우             |
| 43   | 6월 8일   | 이주빈&김명준 사라진 멜로?                                                                      | 이주빈                   | 김명준                  |                 | 멜로가 체질 역할 배우             |
| 43   | 6월 8일   | 충격고백 허재의 증발된 기억                                                                     | 허재                     | 하승진                  |                 |                                   |
| 44   | 6월 15일  | 실제상황! 트로트 유벤져스 해체 위기?                                                            | 박현우                   | 정경천                  |                 | 트로트 유벤져스                   |
| 44   | 6월 15일  | 시인과 주방장 우리의 낭만은 어디에?                                                             | 김을현                   | 김경만                  |                 |                                   |
| 45   | 6월 22일  | 결혼식 D-5일 예비신부가 받고 싶은 다짐                                                          | 김경진                   | 전수민                  | 부부            |                                   |
| 45   | 6월 22일  | 달라진 할머니의 속마음이 궁금한 손녀                                                            | 정진심                   | 황보라                  | 손녀            |                                   |
| 46   | 6월 29일  | 70년만에 만난 최초의 여군과 소녀병                                                              | 김명자                   | 심용해                  |                 | 한국전쟁 참전 여군                |
| 46   | 6월 29일  | 직설적인 이재영 vs 내성적인 이다영                                                              | 이재영                   | 이다영                  | 자매            | 쌍둥이 자매 배구 선수             |
| 47   | 7월 6일   | 직설적인 이재영 vs 내성적인 이다영                                                              | 이재영                   | 이다영                  | 자매            | 쌍둥이 자매 배구 선수             |
| 47   | 7월 6일   | 화병이 난 아내 vs 민간조사사 남편                                                               |                          |                         |                 |                                   |
| 48   | 7월 13일  | '노사연의 만남시그널' 지상렬♡조수희                                                             | 지상렬                   | 조수희                  |                 | 노사연 깜짝 출연                  |
| 49   | 7월 20일  | 기독교를 믿는 엄마와 신내림을 받은 딸                                                           | 기독교 신자인 엄마       | 무속인 딸               | 모녀            | 신내림                            |
| 50   | 7월 29일  | 중2병 아들 vs 답정너 아빠 이훈                                                                  | 이훈                     | 이정                    | 부자            |                                   |
| 50   | 7월 29일  | 현서의 꿈을 응원하고 싶은 최정원                                                                | 최정원                   | 심현서                  |                 | 뮤지컬                            |
| 51   | 8월 5일   | 수강등록 거절 엄마에 vs 30년 회원                                                               | 염정인                   |                         |                 |                                   |
| 51   | 8월 5일   | 아빠에게 마음을 닫아버린 하늘이                                                                 |                          |                         |                 |                                   |
| 52   | 8월 12일  | '서퍼 모녀'는 바다는 경기장 vs 놀이터                                                           |                          |                         |                 |                                   |
| 52   | 8월 12일  | 한번도 만나지 못한 물음표 어머니                                                                | 강한                     | 탐정                    |                 | [ 6 ]                             |
| 53   | 8월 19일  | 30년 부부 인연 '당신과 이혼하고 싶습니다'                                                       | 노태권                   | 최원숙                  | 부부            |                                   |
| 54   | 8월 26일  | 성인영화 데뷔작의 주연 배우가 되어줘                                                            | 김영희                   | 민도윤                  |                 |                                   |
| 54   | 8월 26일  | 수시로 화내는 희소병 아들의 속마음은?                                                           |                          |                         |                 |                                   |
| 55   | 9월 2일   | 이창명 vs 이상인 '드림팀 설거지 대첩'                                                           | 이상인                   | 이창명                  |                 | 출발드림팀 멤버                   |
| 56   | 9월 9일   | '소심브라더' 토니안 vs 강남                                                                     | 토니안                   | 강남                    |                 |                                   |
| 57   | 9월 16일  | 노유민! 너 때문에 결혼하기 싫어!                                                                | 노유민                   | 천명훈                  | 선후배          | NRG 멤버 가수                     |
| 57   | 9월 16일  | 금보살님 고민 좀 해결해주세요!                                                                  | 신이                     | 금보라                  |                 |                                   |
| 58   | 9월 23일  | 아이콘택트 중년시그널                                                                           | 안희정                   | 김재엽                  |                 | 중년시그널                        |
| 59   | 9월 30일  | 형, 너무 보고 싶었어요!                                                                         | 양동근                   | 이재훈                  | 형님&동생       |                                   |
| 59   | 9월 30일  | 당장, 아빠 집에서 나가!                                                                         |                          |                         |                 |                                   |
| 60   | 10월 7일  | '이게 다 영화 때문!?' 우리 인연은 여기까지?                                                     | 박준영                   | 황상만                  |                 |                                   |
| 61   | 10월 14일 | 체육관은 네 놀이터가 아니야!                                                                    | 양치승                   | 오재무                  |                 |                                   |
| 61   | 10월 14일 | 딸아, 내 마지막 날을 부탁해!                                                                    | 유재철                   | 유지연                  | 부녀            |                                   |
| 62   | 10월 21일 | 스승과 제자의 특별한 이별 '마지막 수업'                                                         | 김태연                   | 박정아                  | 스승            | 국악 판소리                       |
| 63   | 10월 28일 | 7년 전, 그 일에 대해 할 얘기가 있어!                                                            | 황제성                   | 딘딘                    |                 |                                   |
| 63   | 10월 28일 | 특수분장사에 대해 냉정하게 얘기해 줄게                                                          | 퓨어디(김도현)           | 이다빈                  |                 | 핼러윈                            |
| 64   | 11월 4일  | 자유롭게 혼자 살고 싶어요                                                                       |                          |                         |                 |                                   |
| 64   | 11월 4일  | 김흥국 아저씨, 쓴소리 좀 할게요!                                                                | 팽현숙                   | 김흥국                  |                 |                                   |
| 65   | 11월 11일 | 아빠 없이 잘 해낼 수 있을까?                                                                    | 최현미                   | 최영춘                  | 부녀            |                                   |
| 65   | 11월 11일 | 친구들아, 많이 미안하고 고마워...                                                               | 카몰리딘                 | 아이누르                |                 |                                   |
| 66   | 11월 18일 | 세상에서 가장 '억울한 사람'과 가장 '따뜻한 사람'의 눈맞춤                                       | 윤성여                   | 박종덕                  |                 | 이춘재 8차 연쇄 살인 사건         |
| 67   | 11월 25일 | 막내야! 왜 폭발한 거야?                                                                         | 장동익                   | 장동익 친동생           |                 | 낙동강변 2인조 살인사건           |
| 68   | 12월 2일  | 우리 이제 그만 헤어져요!                                                                        | 윤정수                   | 손헌수                  |                 |                                   |
| 68   | 12월 2일  | 질문은 그만! vs 대화가 필요해!                                                                  | 장광                     | 전성애, 장윤희, 장영    | 가족            |                                   |
| 69   | 12월 9일  | 질문은 그만! vs 대화가 필요해!                                                                  | 장광                     | 전성애, 장윤희, 장영    | 가족            |                                   |
| 70   | 12월 16일 | 언니! 5년 동안, 내가 왜 연락을 안 했는지 알아?                                                  | 조혜련                   | 홍진희                  |                 |                                   |
| 71   | 12월 23일 | 다니엘의 생애 첫 소개팅                                                                         | 다니엘 린데만            | 김연진                  |                 | 크리스마스 특집, 외국인           |
| 72   | 12월 30일 | 저는, 다음 주 리투아니아로 가요                                                                 | 보행스님                 | 원보스님                |                 |                                   |
| 72   | 12월 30일 | 우리 정말 이대로 헤어져야 하는 걸까?                                                            |                          |                         |                 |                                   |

### 2021년
질병관리청에서 코로나19 방역지침에 의거하여 발열 체크, 마스크 착용, 손 소독제 사용, 출입자 명부 비치 등 방역수칙을 준수합니다.
| 회차 | 방송일   | 주제                                           | 출연진 | 출연진 | 관계 | 비고        |
| ---- | -------- | ---------------------------------------------- | ------ | ------ | ---- | ----------- |
| 73   | 1월 6일  | 30년 의절한 형제                               | 최홍림 | 최길림 | 형제 |             |
| 74   | 1월 13일 | 13년 동안의 진실                               | 조영구 | 송혜영 | 장모 |             |
| 75   | 1월 20일 | 예전의 보라돌이로 돌아와 줘                    | 이경민 | 박영선 | 부부 | 보라빛 부부 |
| 75   | 1월 20일 | 엄마의 사랑을 너무 늦게 알아서 미안해          | 곽경희 | 노정숙 | 모녀 |             |
| 76   | 1월 27일 | 로또 1등의 기운을 받고 싶어요                  |        |        |      |             |
| 76   | 1월 27일 | 토광 선생 예술이 먼저 vs 화분 선생 생존이 먼저 |        |        |      |             |

## 시청률

### 2019년
| 회차 | 방송일    | AGB 시청률     |
| 회차 | 방송일    | 대한민국(전국) |
| ---- | --------- | -------------- |
| 1    | 8월 5일   | 1.313%         |
| 2    | 8월 12일  | 0.894%         |
| 3    | 8월 19일  | 0.867%         |
| 4    | 8월 26일  | 0.917%         |
| 5    | 9월 2일   | 1.194%         |
| 6    | 9월 9일   | 1.047%         |
| 7    | 9월 16일  | 1.105%         |
| 8    | 9월 23일  | 0.915%         |
| 9    | 9월 30일  | 1.007%         |
| 10   | 10월 7일  | 1.093%         |
| 11   | 10월 14일 | 1.289%         |
| 12   | 10월 21일 | 0.998%         |
| 13   | 11월 11일 | 0.699%         |
| 14   | 11월 18일 | 1.015%         |
| 15   | 11월 25일 | 1.568%         |
| 16   | 12월 2일  | 1.443%         |
| 17   | 12월 9일  | 1.124%         |
| 18   | 12월 16일 | 1.684%         |
| 19   | 12월 23일 | 0.958%         |
| 20   | 12월 30일 | 1.421%         |

### 2020년
| 회차 | 방송일    | AGB 시청률     |
| 회차 | 방송일    | 대한민국(전국) |
| ---- | --------- | -------------- |
| 21   | 1월 6일   | 0.966%         |
| 22   | 1월 13일  | 0.653%         |
| 23   | 1월 20일  | 1.234%         |
| 24   | 1월 27일  | 1.832%         |
| 25   | 2월 3일   | 1.713%         |
| 26   | 2월 10일  | 1.354%         |
| 27   | 2월 17일  | 1.719%         |
| 28   | 2월 24일  | 0.859%         |
| 29   | 3월 2일   | 1.368%         |
| 30   | 3월 9일   | 1.602%         |
| 31   | 3월 16일  | 1.699%         |
| 32   | 3월 23일  | 0.985%         |
| 33   | 3월 30일  | 2.199%         |
| 34   | 4월 6일   | 2.043%         |
| 35   | 4월 13일  | 2.423%         |
| 36   | 4월 20일  | 1.389%         |
| 37   | 4월 27일  | 2.477%         |
| 38   | 5월 4일   | 1.341%         |
| 39   | 5월 11일  | 1.434%         |
| 40   | 5월 18일  | 1.428%         |
| 41   | 5월 25일  | 1.481%         |
| 42   | 6월 1일   | 1.094%         |
| 43   | 6월 8일   | 1.124%         |
| 44   | 6월 15일  | 1.237%         |
| 45   | 6월 22일  | 1.502%         |
| 46   | 6월 29일  | 1.197%         |
| 47   | 7월 6일   | 1.524%         |
| 48   | 7월 13일  | 2.855%         |
| 49   | 7월 20일  | 2.314%         |
| 50   | 7월 29일  | 1.328%         |
| 51   | 8월 5일   | 1.659%         |
| 52   | 8월 12일  | 1.392%         |
| 53   | 8월 19일  | 1.891%         |
| 54   | 8월 26일  | 1.273%         |
| 55   | 9월 2일   | 2.629%         |
| 56   | 9월 9일   | 1.676%         |
| 57   | 9월 16일  | 1.556%         |
| 58   | 9월 23일  | 1.502%         |
| 59   | 9월 30일  | 0.922%         |
| 60   | 10월 7일  | 0.904%         |
| 61   | 10월 14일 | 1.051%         |
| 62   | 10월 21일 | 1.187%         |
| 63   | 10월 28일 | 0.862%         |
| 64   | 11월 4일  | 1.305%         |
| 65   | 11월 11일 | 0.935%         |
| 66   | 11월 18일 | 1.322%         |
| 67   | 11월 25일 | 1.182%         |
| 68   | 12월 2일  | 1.833%         |
| 69   | 12월 9일  | 1.064%         |
| 70   | 12월 16일 | 2.287%         |
| 71   | 12월 23일 | 1.451%         |
| 72   | 12월 30일 | 1.035%         |

### 2021년
| 회차 | 방송일   | AGB 시청률     |
| 회차 | 방송일   | 대한민국(전국) |
| ---- | -------- | -------------- |
| 73   | 1월 6일  | 4.374%         |
| 74   | 1월 13일 | 2.275%         |
| 75   | 1월 20일 | 2.351%         |
| 76   | 1월 27일 | 2.103%         |

## 참고 사항
- 방청객 웃음소리(Laugh track) 일체 효과를 사용하지 않는다.

## 같이 보기
- 눈맞춤